# Fundación para la Libertad de Prensa
La Fundación para la Libertad de Prensa (FLIP) es una Organización no gubernamental que hace seguimiento a las violaciones contra la libertad de prensa en Colombia. Desde su fundación en 1996 desarrolla actividades que contribuyen a la protección de periodistas y medios de comunicación en el país, y promueve la defensa de los derechos a la libertad de expresión y el acceso a la información.
La Fundación buscar brindar asesoría y acompañamiento a periodistas con el fin de que la libertad de expresión sea garantizada por el Estado y reconocida por la ciudadanía como un valor importante en la sociedad. Cuenta con una red de 31 corresponsales distribuidos en todo el país, quienes reportan casos de violaciones a la libertad de prensa en diferentes regiones. Adicionalmente, la organización recibe denuncias sobre los atentados a la libertad de prensa en Colombia.   

## Historia

### Fundación
En mayo de 1995 se celebró en Cartagena de Indias el seminario inaugural de la Fundación Nuevo Periodismo Iberoamericano. El evento se realizó en conjunto con el Comité para la Protección de los Periodistas de Nueva York (CPJ) y fue dedicado al tema de la libertad de prensa y la protección del trabajo de los periodistas en Colombia. El evento fue presidido por Gabriel García Márquez en compañía de Jaime Abello, entonces gerente de Telecaribe y cofundador de la Fundación Nuevo Periodismo Iberoamericano.
 

Durante el evento, García Márquez mencionó: 
"Temo que algunos de ustedes se pregunten qué tiene que ver una escuela de periodismo empírico con los nobles propósitos del Comité para la Protección de Periodistas. Es muy sencillo: un factor esencial en la defensa de la integridad de un periodista, de su independencia y hasta de su vida, es una buena formación profesional. 
En la reunión se estableció que durante los últimos 16 años habían sido asesinados en Colombia 102 periodistas por distintas razones. En muchos casos se trató de muertes ocurridas en el ejercicio del oficio. El 90% de estos crímenes se mantenía en la impunidad en 1995. La mayoría de esas muertes y las amenazas contra los periodistas se generaron en frentes como el narcotráfico, la guerrilla, el paramilitarismo, el abuso de autoridad, la corrupción política y la delincuencia común. Por esas razones Colombia era el país con el mayor índice de riesgo para los periodistas en el mundo. Además, el país enfrentaba una ola de corrupción institucionalizada que afecta la libertad de prensa, uno de los pilares de la democracia. Preocupados por esta situación, los participantes en el seminario recomendaron, entre otros puntos: 
- Crear una organización especializada en la protección de los periodistas y en el seguimiento de los casos de peligro para la actividad periodística.
- Esa organización debe promover la solidaridad entre los periodistas y hacer vigilancia y presión para exigir actuación de las entidades estatales y lograr que la justicia castigue con eficacia los crímenes cometidos contra periodistas.
- Debe ser una organización autónoma y abierta, con participación de los periodistas a título personal y no como representación de los medios, pero con aportes de los periodistas individualmente considerados, de las agremiaciones, de los medios directamente y de la Fundación para un Nuevo Periodismo Iberoamericano

Para integrar el comité coordinador del proceso de organización fueron designados los periodistas Judith Sarmiento, Patricia Gómez, Ignacio Gómez y Francisco Santos Calderón. La Fundación para la Libertad de Prensa nació en febrero de 1996 como resultado de esta iniciativa y se estableció a Javier Darío Restrepo como primer director. Gabriel García Márquez y Enrique Santos Calderón, quien entonces era subdirector del diario El Tiempo, fueron nombrados directores eméritos.
Durante el primer año la organización se centró en reunir a líderes de opinión y directivos de medios de comunicación con el fin de abrir un debate en torno a la libertad de prensa en Colombia. En 1998 la FLIP comenzó proyectos dirigidos a fortalecer la conciencia del gremio periodístico y la opinión pública sobre la libertad de expresión. La fundación contó con el apoyo del Instituto de Prensa y Sociedad (IPYS) de Perú; la Asociación de Periodistas para la Defensa del Periodismo Independiente de Argentina, y gracias a ello se abrió un espacio importante dentro de las organizaciones y periodistas del país en los años inmediatamente posteriores. 

### Década del 2000
En el año 2000 fue creada la red de corresponsales de la FLIP, conformada por periodistas de cada departamento y con la intención de extender el alcance de la organización, que cuenta con sede en Bogotá. La red de corresponsales apoya con información de lo que sucede de forma local en cada una de las regiones del país.  

## Áreas de trabajo

### Coordinación de Defensa y Atención a Periodistas
Esta área es la encargada de atender y documentar los casos de agresiones a periodistas en Colombia. A partir de la documentación, se determina la ruta de protección a seguir. Dependiendo del caso, también se realiza acompañamiento legal. 
Aunque la FLIP empezó a documentar casos de violaciones contra la libertad de prensa casi desde el momento de su fundación, solo desde 2006 se sistematiza esta información a partir de categorías específicas y se empezaron a hacer públicas algunas de estas cifras. En la actualidad se reconocen cuatro grandes categorías al documentar casos: 1) acceso a la información; 2) censura en internet; 3) acoso judicial; 4) ataques a la prensa. 

### Centro de Estudios
El trabajo de investigación y documentación que realiza la FLIP también incluye visitas regionales. En ellas se evalúa el estado de la libertad de prensa y la seguridad de los periodistas en una zona determinada. Para esto, miembros de la FLIP viajan a distintas regiones del país, donde se reúnen con periodistas, autoridades locales y organizaciones sociales. 
El Centro de Estudios de la Fundación trabaja para realizar investigaciones sobre, por ejemplo, medios nativos de Internet, la pauta oficial del gobierno, y los desiertos de información en Colombia.

## Laboratorio de Periodismo - Consonante
El laboratorio móvil de periodismo nació en 2019 luego de que el equipo de la FLIP hiciera el primer diagnóstico del ecosistema de los medios de comunicación en Colombia. Esta investigación, llamada Cartografías de la Información, arrojó un panorama alarmante: en 666 municipios —más de la mitad del país— no existen medios o equipos de periodistas que produzcan información local. Es decir, cerca de 10 millones de personas no tienen acceso a información veraz e independiente y confiable sobre lo que sucede a su alrededor. 
A partir de ese momento el laboratorio ha visitado 18 municipios, en cinco departamentos y trabajó con cerca de 400 personas para fortalecer sus capacidades de producción de información local.
Consonante en la actualidad trabaja bajo tres modalidades. La primera, un diplomado en el que enseña a líderes y lideresas las habilidades para poder producir información local. La segunda, las residencias, en donde se trabaja con personas que hayan terminado el diplomado y que estén interesadas en continuar el fortalecimiento de sus medios locales. Y el tercero, la red de periodistas, en donde las personas trabajan de forma articulada para producir noticias locales que son publicadas en  www.consonante.org.

## Publicaciones
Anualmente la FLIP realiza un informe anual sobre el estado de la libertad de prensa en el país. Desde el 2020, el informe se publica a modo de revista, bajo el título Páginas para la libertad de expresión. 
La Fundación también publica manuales sobre diferentes diferentes temas para los periodistas, algunos de ellos son: autoprotección en zonas fronterizas, acoso judicial, acceso a la información y autoprotección en manifestaciones sociales. 
Desde el 2021 la FLIP inició su canal de pódcast: Perifoneo, un pódcast para la libertad de expresión. Se publica un episodio mensual, en donde se cuentan historias de periodistas y se discute sobre diferentes temas relacionados con la libertad de expresión y de prensa. 

## Aliados
La FLIP ha suscrito convenios de cooperación y alianzas con organizaciones internacionales (Federación Internacional de Periodistas, Instituto Prensa y Sociedad, IPYS; Reporteros Sin Fronteras – Suecia, RSF; Rory Peck Trust, y el Comité para la Protección de Periodistas de Nueva York, CPJ, entre otros) para ofrecer alternativas de protección a periodistas, hacer denuncias internacionales y promover la Colombia. 
Además, es miembro consultivo ante la Organización de los Estados Americanos (OEA) y hace parte del Proyecto Antonio Nariño (PAN), del Intercambio Internacional por la Libertad de Expresión (IFEX), de la Alianza Regional, por la libre expresión e información; y de la Plataforma, Más Información Más Derechos.  

## Resultados
1. La FLIP ha auxiliado a más de 1.200 periodistas en riesgo desde 1999, a través de la Red de Alerta y Protección a Periodistas, RAP. 
2. Hace un detenido seguimiento de todos los casos de periodistas atendidos en el programa de protección del gobierno desde su creación en 2000. 
3. Cuenta con una red de 30 corresponsales distribuidos en la mayoría de los departamentos de Colombia, quienes reportan los casos de violaciones 
a la libertad de prensa. Siendo este una herramienta verídica. Desde 2000, la FLIP hace parte de las organizaciones veedoras del Programa de 
Protección a Periodistas del Ministerio del Interior y Justicia (Colombia). Allí se encarga de presentar, investigar y hacer seguimiento de los casos de amenazas a periodistas para que el comité determine las medidas de protección a asignarles. 
4. Extiende informes semestrales y anuales sobre el estado de la libertad de prensa en Colombia y la impunidad en investigaciones judiciales
por estos hechos. Demostrando ser una fundación responsable y seria. 
5. La FLIP ha publicado manuales de Autoprotección para periodistas, Acceso a la Información, Periodismo y Justicia Transicional y 
Apoyo Emocional. Que son herramientas fundamentales para los periodistas y su arduo trabajo. 
6. Cuenta con un fondo de ayuda humanitaria para brindar apoyo económico a periodistas que deben abandonar su trabajo y lugar de origen 
por amenazas contra su vida. Constante situación en zonas de alta vulnerabilidad en el país. 
7. Es fuente de consulta de organismos de cooperación internacional, entidades estatales y medios de comunicación.  
8. En 2010, la Escuela de Periodismo de la Universidad de Misuri le otorgó la Medalla de Honor por su destacada labor en la defensa de la libertad de prensa.  
9. Le ha hecho seguimiento a más de 500 casos de violaciones a la libertad de prensa.